# Phlogothauma scintillans
Phlogothauma scintillans is een vlinder uit de familie wespvlinders (Sesiidae), onderfamilie Sesiinae.
Phlogothauma scintillans is voor het eerst wetenschappelijk beschreven door Butler in 1882. De soort komt voor in het Oriëntaals gebied.